# Євграфов Віктор Іванович
Віктор Іванович Євграфов (рос. Виктор Иванович Евграфов; 10 вересня 1948, Куйбишев—20 жовтня 2021, Самара) — радянський і російський актор театру та кіно, каскадер. Заслужений артист Російської Федерації (1994). 

## Життєпис
Народився 10 вересня 1948 року у місті Куйбишев. Походив з родини військовослужбовця. Сам планував стати військовим, закінчив школу сержантів.
Втрата молодої коханої, що рано померла стала стресом. На хвилі молодих пошуків себе у світі в двадцять чотири відчув поклик до театру та акторства. Став студентом ГИТИС, його художній керівник в роки навчання Андрєєв Володимир Олексійович (1972—1976). Одночасно з навчанням на акторському відділенні грав у худрука режисерського курсу в класичних п'єсах. На ролі його запрошувала Кнебель Марія Йосипівна, що прихильно ставилася до здібного студента, одного з найкращих на курсі.
По закінченню курсу потрапив актором у Ленінград, його місце праці театру ТЮГ імені Брянцева. Працюючи в театрі, почав зніматися у кіно. водночас опановував каскадерство. Серед його робіт в кіно — «Лючія ді Ляммермур», «Ярославна, королева Франції», «Пригоди Шерлока Холмса і доктора Ватсона». В останній кінострічці зіграв роль підступного професора Моріарті, де виявив надзвичайні акторські і пластичні здібності.
Під час виконання каскадерського трюку на вітрильнику під час створення американсько-російського фільму «У імперії орлів» за мотивами пригодницької кінострічки «Діти капітана Гранта» був травмований, пережив клінічну смерть. Були травмовані грудна клітка та хребет. Актор поволі відновив здоров'я і став керівником каскадерської школи та невеличкого театру у Самарі під назвою «Вітражі».
Помер 20 жовтня 2021 року у Самарі.

## Фільмографія
- 1967 — «Хроніка пікіруючого бомбардувальника» — епізод
- 1978 — «Сьогодні або ніколи» — Дмитро Павлович Решетніков, молодий вчений
- 1978 — «Ярославна, королева Франції» — Даніїл, монах-книжник, вчитель Анни Ярославни
- 1980 — «Лючія ді Ламмермур» — Едгар
- 1980 — «Начальник» (к/м) — Федір, мовчазний геолог
- 1980 — «Пригоди Шерлока Холмса і доктора Ватсона: Смертельний двобій» — професор Моріарті
- 1980 — «Пригоди Шерлока Холмса і доктора Ватсона: Полювання на тигра» — професор Моріарті
- 1981 — «Дівчина і Гранд»
- 1983 — «Довга дорога до себе» — Сергій
- 1983 — «Чорний замок Ольшанський» — Антон Косміч
- 1984 — «За два кроки від „Раю“» — Чілікін
- 1985 — «Сестра моя Люся»
- 1987 — «Данило — князь Галицький» — Данило Галицький
- 1987 — «Життя Клима Самгіна» — Антон
- 1988 — «Ранкове шосє»
- 1990 — «Домінус» (киноальманах): «Хазяїн» — хазяїн
- 1990 — «Стерв'ятники на дорогах»
- 1992 — «Дюба-дюба» — епізод
- 1993 — «Розкол»
- 1996 — «У імперії орлів» — епізод